# 穆萨·瓦盖
穆萨·瓦盖（法語：Moussa Wagué；1998年10月4日—）是一名塞内加尔职业足球运动员，現效力於克罗地亚足球甲级联赛球隊戈里卡，司職右后卫，他也是塞內加爾國家足球隊成員。

## 國家隊生涯
2018年6月，瓦盖入选塞内加尔参加2018年俄罗斯世界杯的23人名单。随后他在塞内加尔对阵日本的比赛中取得进球，成为世界杯历史上最年轻的非洲入球者，年仅19岁零263天。